# Distruzione della Basilica del Santo Sepolcro
La distruzione della basilica del Santo Sepolcro fu l’abbattimento della Basilica del Santo Sepolcro e delle chiese, delle sinagoghe, dei rotoli della Torah e di altri manufatti ed edifici religiosi a Gerusalemme e dintorni, ordinata il 28 settembre 1009 dall’imam-califfo del Cairo, il fatimide al-Hakim bi-Amr Allah, regnante sull’Egitto e sulla Siria-Palestina (985-1021).

## Politica religiosa di al-Ḥākim

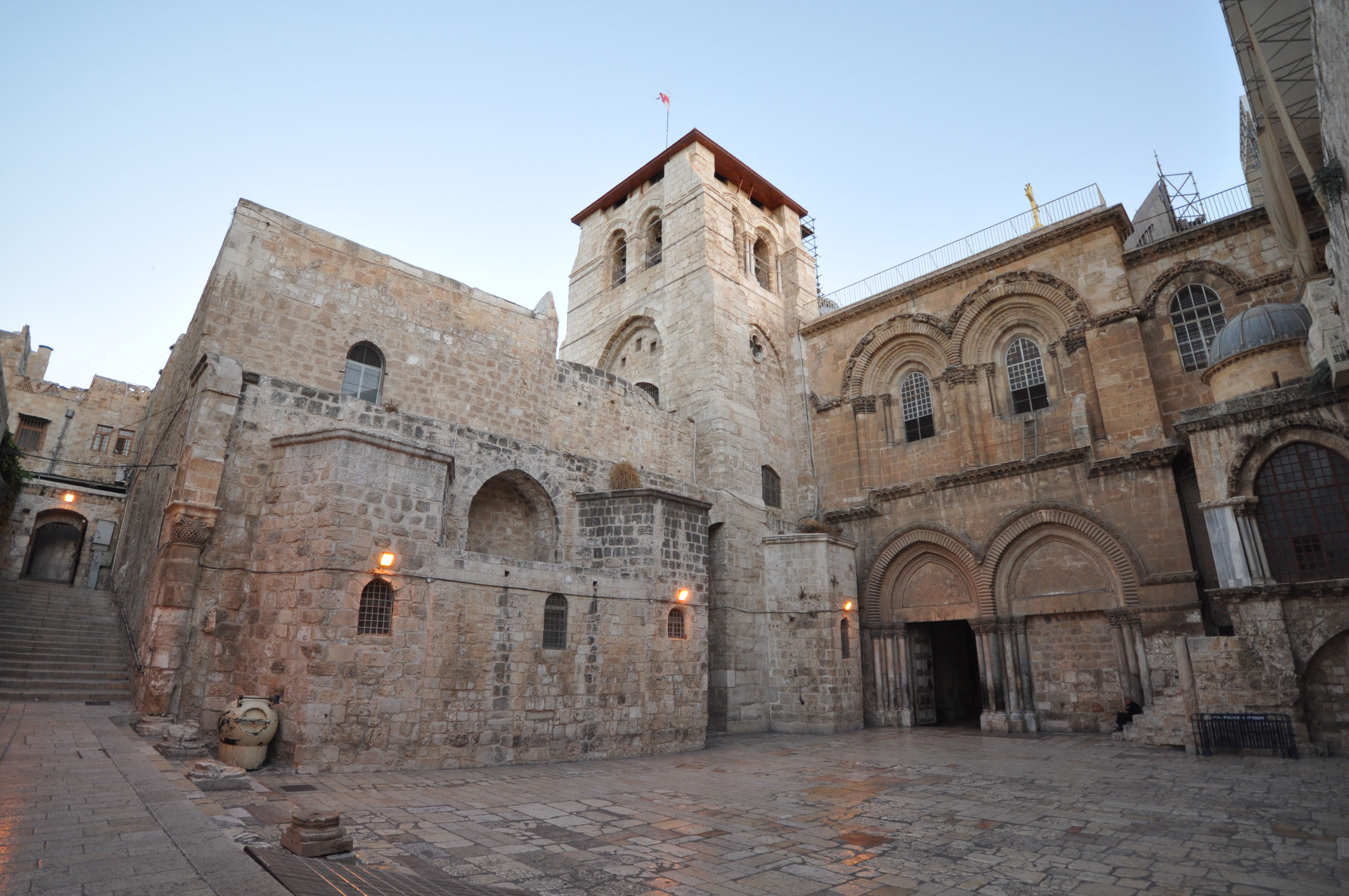
La basilica del Santo Sepolcro a Gerusalemme, il sito più sacro del cristianesimo. Fu bruciata durante il periodo fatimide e ricostruita al tempo delle Crociate.

Essendo salito al potere, nell’anno 996, molto giovane (aveva appena undici anni), la direzione operativa degli affari di Stato fu affidata a un tutore. Durante quel periodo non furono effettuate persecuzioni contro i cristiani. Appena raggiunta l’età legale per poter esercitare il potere, al-Ḥākim fece assassinare il suo tutore . Nel 1004 ruppe la tregua decennale siglata appena tre anni prima con l’imperatore bizantino Basilio II, poi avviò una politica di forzate conversioni all’islam (nominalmente vietate dal Corano). Nel 1003 impose all'Ahl al-Kitab (“la Gente del Libro” cioè ebrei e cristiani), il rispetto assoluto delle norme di sottomissione contenute nella shari'a. Nell’approssimarsi della Pasqua del 1008 decise di vietare ai cristiani di tenere la tradizionale processione della Domenica delle Palme, che si svolgeva da Betania a Gerusalemme.

## La distruzione del Santo Sepolcro
Il 28 settembre 1009 al-Ḥākim ordinò al suo luogotenente in Siria-Palestina Yaruk di “demolire la basilica del Santo Sepolcro e rimuoverne ogni suo simbolo, distruggendone ogni traccia e ricordo”. La basilica era stata eretta sul sito della Passione di Gesù, luogo ritrovato da Sant’Elena (madre di Costantino) in base alle testimonianze tramandate dai fedeli nella Gerusalemme del IV secolo ed era stata fatta costruire dal figlio imperatore. Nel 614 i luoghi sacri erano stati per la prima volta profanati dai persiani guidati dal generale Shahrbaraz. I suoi soldati avevano saccheggiato le chiese cristiane, senza peraltro abbattere gli edifici.
I resoconti dell'epoca concordano sul fatto che la basilica fu “abbattuta fino alle fondamenta”. Per quanto riguarda la distruzione del Santo Sepolcro, tre fonti dell'epoca, di cui una araba (Yaḥyā ibn Saʿīd nella sua Storia) e due europee, Ademaro di Chabannes nel suo Chronicon e Rodolfo il Glabro nelle Storie, testimoniano, in maniera indipendente ma concordante tra loro, che la tomba scavata nella roccia non fu completamente distrutta e che molte parti di essa sopravvissero:
- Yaḥyā ibn Saʿīd: il figlio di Yaruk e due associati (al-Husayn ibn Zahir al-Wazzan e Abu l-Fawāris al-Dayf ) “si impossessarono di tutti gli arredi sacri che si trovavano all’interno e rasero al suolo la chiesa, tranne ciò che era impossibile distruggere e difficile da estrarre e portare via”;
- Ademaro di Chabannes, che scrisse ad Angoulême (in Aquitania) nel 1028/1029, riporta nel Chronicon le parole di Raoul de Couhé, vescovo di Périgueux, al suo ritorno da Gerusalemme nel 1010. Secondo le loro testimonianze il santuario fu raso al suolo («usque ad solum diruta»), anche se, nel tentativo di distruggere la tomba (lapidem) del Salvatore, i musulmani vi appiccarono il fuoco, ma quella restò «immobilis et solidus»;[6]
- Rodolfo il Glabro è il secondo europeo autore di un resoconto indipendente della distruzione. I fatti avvenuti a Gerusalemme gli furono narrati da pellegrini di ritorno dalla Terra Santa: il vescovo Ilduino di Limoges (992-1012), il visconte Guido e il di lui fratello. Rodolfo rilevò come gli uomini di al-Ḥākim, giunti sul luogo per eseguire i suoi ordini, cercarono di demolire la struttura cava della tomba con martelli di ferro («ferri tuditibus»), ma non riuscirono a portare a termine la loro azione[3].

Nel 1010 fu assassinato il patriarca greco-ortodosso Arsenio e la persecuzione continuò. La profanazione non interessò solo i luoghi cristiani di Gerusalemme e dintorni. Tra il 1011 e il 1014 al-Ḥākim continuò la sua campagna di distruzione dei luoghi di culto ebraici e dei rotoli della Torah in essi contenuti, insieme alle chiese di tutta la Siria.
A differenza di altri Fatimidi, al-Ḥākim lanciò persecuzioni contro i dhimmi che durarono per tutto il suo regno. I cristiani furono costretti a indossare croci e gli ebrei furono costretti a indossare blocchi di legno intorno al collo. L'Imām/Califfo si fermò solo per paura di eventuali attacchi di ritorsione alle moschee costruite in terre cristiane.

## Conseguenze
Per ben undici anni fu proibito ai pellegrini cristiani di visitare ciò che era rimasto della basilica e non fu permesso loro nemmeno di pregare tra le sue rovine (rimase vietato anche in epoche successive e comunque sotto pagamento di elevati tributi). Il successore di Yaruk come luogotenente in Siria-Palestina, al-Mufarrij ibn al-Jarrāḥ, diede il permesso alla comunità cristiana di ricostruire la basilica. Quando lo venne a sapere, al-Ḥākim gli dichiarò guerra e mandò un esercito in Palestina. Al-Mufarrij morì poco dopo; il figlio si salvò mettendosi in fuga.
Si creò in Europa la leggenda popolare secondo cui al-Ḥākim fosse stato sobillato dagli ebrei, in ritorsione per i violenti pogrom che essi stavano subendo in Francia.

Si diffuse l’idea che il ritorno di Cristo sulla terra per il Giudizio finale fosse vicino. La prospettiva escatologica ebbe un impatto decisivo sui pellegrinaggi, che ripresero con rinnovato vigore appena cadde il divieto. Nel 1048 l'imperatore bizantino Costantino IX fece erigere piccole cappelle, adeguandosi alle rigide condizioni poste dall'Imam fatimide. La situazione si deteriorò nuovamente nel 1056, quando i Turchi Selgiuchidi ristabilirono il divieto ai cristiani di ricostruire la basilica.